# Heinz Schwendowius
Heinz Schwendowius (* 27. März 1903 in Nakel, Kreis Wirsitz; † 1943 bei Charkow) war ein deutscher Kommunalpolitiker der NSDAP. Er war ab 1934 Bürgermeister und von 1934 bis 1941 Oberbürgermeister der Stadt Insterburg in Ostpreußen.

## Leben
Sein Vater stammte aus einer Kaufmanns- und Beamtenfamilie, die in Königsberg ansässig war. An der dortigen Hindenburg-Realschule erlangte Heinz Schwendowius 1921 das Abitur. Danach studierte er Rechts- und Staatswissenschaften in Königsberg. Er wurde Mitglied der Königsberger Burschenschaft Teutonia. 1926 bestand er die erste juristische Staatsprüfung. 1929 wurde er in Königsberg zum Dr. jur. promoviert. Im Folgejahr absolvierte er die große juristische Staatsprüfung und wurde Gerichtsassessor. Ab 1931 arbeitete er als Rechtsanwalt beim Amtsgericht Marienburg.
Am 1. Dezember 1931 trat Schwendowius in die NSDAP ein. Er war als Rechtsberater und Verteidiger für die Partei tätig. 1932 wurde er zunächst Ortsgruppenleiter und danach Kreisleiter der NSDAP in Marienburg. Im März 1932 wurde er auch Kreisleiter für den Kreis Stuhm. Ab 1933 amtierte er als Landrat und Gauinspekteur der NSDAP in Marienburg. Am 1. November 1934 wurde Schwendowius, aus Marienburg kommend, für zwölf Jahre zum Oberbürgermeister von Insterburg vereidigt. 1941 wurde er als Stadt- und Kreiskommissar nach Bialystok berufen. Er fiel 1943 in der Nähe von Charkow an der Ostfront.

## Familie
Seine Tochter Ursula (* 1935) heiratete den Photochemiker Ernst Koerner von Gustorf.